# Ђуловићи
Ђуловићи су насељено место у Босни и Херцеговини, у општини Доњи Вакуф, које административно припада Федерацији Босне и Херцеговине. Према попису становништва из 1991. у насељу је живјело 84 становника.

## Становништво
По последњем службеном попису становништва из 1991. године, у насељу Ђуловићи живела су 84 становника. Сви становници су били Муслимани.